# Moaz Azat
Moaz Azat –en árabe, معاذ عزت– (nacido el 21 de octubre de 1997) es un deportista egipcio que compite en taekwondo. Ganó una medalla de plata en los Juegos Panafricanos de 2019 en la categoría de –54 kg.

## Palmarés internacional
| Juegos Panafricanos | Juegos Panafricanos | Juegos Panafricanos | Juegos Panafricanos |
| Año                 | Lugar               | Medalla             | Categoría           |
| ------------------- | ------------------- | ------------------- | ------------------- |
| 2019                | Rabat (Marruecos)   | Medalla de plata    | –54 kg              |